# Bromhexin
Bromhexin (systematiskt namn N-cyklohexyl-N-metyl-(2-amino-3,5-dibrombensyl)amin, summaformel C14H20Br2N2) är en slemlösande läkemedelssubstans som också underlättar upphostning av slem. Den hittas oftast i hostmediciner som Bisolvon, då oftast i sin hydrokloridform.

## Historik
Det utvecklades i Boehringer Ingelheims forskningslaboratorium i slutet av 1950-talet som en aktiv ingrediens för farmaceutiskt bruk, patenterad 1961, introducerad 1963 under varumärket Bisolvon® och kom i medicinskt bruk 1966. 

## Användning
Bromhexin är avsett att stödja kroppens mekanismer för att rensa slem från luftvägarna. Det är sekretolytiskt, vilket ökar produktionen av seröst slem i luftvägarna, vilket gör slemmen tunnare och mindre viskösa. Detta bidrar till en sekretomotorisk effekt, vilket gör att cilia lättare kan transportera slem ut ur lungorna. Av denna anledning läggs det ofta till hostsirap.
Det har visat sig öka andelen serös bronkial utsöndring, vilket gör det lättare utsöndrat. Det indikeras som "sekretolytisk terapi vid bronkopulmonala sjukdomar i samband med onormal slemsekretion och nedsatt slemtransport".

## Biverkningar
Några av de vanliga och viktigaste biverkningarna av Bromhexine är:
- Irritation av örat
- Allergiska hudutslag
- Yrsel
- Huvudvärk
- Illamående
- Kräkning
- Diarré
- Andningssvårigheter
- Utslag
- Svettning
- Luftvägsinfektion
- Halsinfektion

## Farmakologi
Bromhexin finns i olika formuleringar, sirap med hög och låg hållfasthet 8 mg/5 ml, 4 mg/5 ml, tabletter och lösliga tabletter (båda med 8 mg bromhexin) och lösning för oral användning 10 mg/5 ml, anpassad till patienternas behov. Doseringen varierar med ålder och vikt, men det finns produkter för alla åldersgrupper från spädbarn och framåt. Bromhexin är väl etablerat och tolereras. 

## Varumärken
- Barkacin
- Benadryl Chesty/Forte
- Bisolvon
- Brofentol
- Brofentol Plus
- Bromex
- Bromhexin
- Broncholyte Elixir
- Cofdex
- Duro-Tuss Chesty/Forte
- Dysolvon
- Flegamina
- Movex
- Mucolyte
- Paxirasol
- Robitussin Chesty/Forte
- Solvex
- Vasican
- Ventilate Forte (kombination av bromhexin och salbutamol)